# WATCH IT SHRED!
WATCH IT SHRED!とは、米国オレゴン州・SSIシュレッディングシステム・インク 社製業務用シュレッダーの動画コマーシャルシリーズである。Will It Blend?のシュレッダー版、とも言えそうである。また、シリーズにはプレス機のWATCH IT CRUSH!もある。本項目ではこれについても記述する。
何でも容赦なく破砕・圧縮する様はWill It Blend?に勝るとも劣らず、小さなものはハードディスクドライブから、大きなものでは乗用車まで何でも破壊してしまう。こちらもYouTube等で閲覧可能である。

## 内容
Will It Blend?とは違い、ストーリー性のあるムービーは少ない。しかし機械が業務用シュレッダーやプレス機だけに破壊の対象はとても大きく大量であるため、その迫力でそれをもカバーしてしまう。
ただ中には｢社長専用の駐車スペースに停めてあったことを理由に社員がVW・ビートルを破砕  してしまった。すると持ち主のヒッピーが仕返しに同スペースに停めてあった社員のフォード・エスコートクーペを圧縮した挙句、その圧縮ブロックを載せたままその位置にフォークリフトを停めて去ってしまう ｣という、ストーリー性のあるものも存在する。

## 今までに破砕・圧縮したもの
- 乗り物関係
  - 乗用車(VW・ビートル、ダッジ・デイトナ、BMW、フォード・エスコートクーペ)
  - タイヤ
  - エンジンブロック
  - 自転車
  - ボート
- 電気製品
  - コピー機
  - パソコン
  - プリンター
  - ハードディスクドライブ
  - TV
  - 冷蔵庫
  - 洗濯機
  - 掃除機
  - シュレッダー
  - DVD（ディスク）
- スポーツ用品
  - サッカーボール
  - ボウリングボール/ピン一式
  - スキー
  - スノーボード
- 食品
  - カボチャ
  - サンクスギヴィング・ディナー
- その他
  - アーケードゲーム
  - ショッピングカート
  - プラスチック製のオモチャ
  - 飛行機の模型
  - クリスマスツリーとクリスマス用品
  - ピアノ
  - カーペット
  - 犬小屋
  - おむつ
  - アルミ(アルミブロック、アルミ缶)
  - 風船

など（順不同）。

## 公式サイト
- Watch it shred!
- Watch it crush!
- SSI社 YouTubeチャンネル
- SSIシュレッディングシステム・インク